# Station Ablon
Station Ablon is een spoorwegstation aan de spoorlijn Paris-Austerlitz - Bordeaux-Saint-Jean. Het ligt in de Franse gemeente Ablon-sur-Seine in het departement Val-de-Marne (Île-de-France).

## Geschiedenis
Het station is op 5 mei 1843 geopend door de Compagnie du chemin de fer de Paris à Orléans, kortweg de PO.

## Diensten
Het station wordt aangedaan door verschillende treinen van de RER C:
- tussen Versailles-Château-Rive-Gauche en Juvisy/Versailles-Chantiers via Massy-Palaiseau;
- tussen Saint-Quentin-en-Yvelines en Saint-Martin-d'Étampes;

### Vorige en volgende stations
| Richting                                       | Vorig station     | Lijn  | Volgend station | Richting                                       |
| ---------------------------------------------- | ----------------- | ----- | --------------- | ---------------------------------------------- |
| Versailles-Château-Rive-Gauche C5 (via Parijs) | Villeneuve-le-Roi | RER C | Athis-Mons      | Juvisy C10 Versailles-Chantiers C8 (via Massy) |
| Saint-Quentin-en-Yvelines C7                   | Villeneuve-le-Roi | RER C | Athis-Mons      | Saint-Martin-d'Étampes C6                      |